# Chave de Ouro
Chave de Ouro é um bairro não-oficial da cidade do Rio de Janeiro, situado entre os bairros do Méier e do Engenho de Dentro, próximo à Rua Adolpho Bergamini, onde existem inúmeras casas de comércio que levam o seu nome.
Desde a sanção da lei municipal nº 2718/98, de autoria do vereador S. Ferraz, a administração pública passou a reconhecer oficialmente o logradouro histórico Chave de Ouro, embora esta lei ainda não o tenha definido exatamente como um novo bairro
A partir de 1943, esta região tornou-se famosa pelo bloco Chave de Ouro, que saía na quarta-feira de Cinzas, sendo duramente reprimido pela polícia. A repressão durou até 1978.
O pequeno bairro Chave de Ouro se tornou popular na década de 50 por ser o ponto de partida para os foliões do bloco carnavalesco intitulado "O que é que vou dizer em Casa?" que sai toda a quarta feiras de cinzas após o carnaval. No inicio o bloco era formado por cidadãos presos durante os festejos que nesse dia eram liberados. Por ser um dia impróprio para dançar o carnaval, o bloco era constantemente perseguido pelos policiais que não tinham como conter os foliões e partiam para a cacetada. Com o tempo, essa perseguição se tornou um desafio para esses foliões e o bloco foi tomando fama e cada vez mais pessoas iam assistir o bloco driblar os carros da Rádio patrulha designados para fazer represaria a esse tipo de comportamento que na época, por causa da não separação entre Igreja e Estado, era considerado um terrível crime. 